# Sierra Heuermann
Sierra Heuermann (Sierra Heuermann, 12 de enero de 1991) es una actriz estadounidense conocida por sus actuaciones en las películas Ouija, Big Eyes y Sinister 2.

## Carrera
Interpretó a Doris Zander en la película de terror de 2014 titulada Ouija, hizo una pequeña aparición en la película Big Eyes y hará un cameo en la película de terror de 2015 titulada Sinister 2.

## Filmografía
| Año  | Película   | Personaje    | Notas    |
| ---- | ---------- | ------------ | -------- |
| 2014 | Ouija      | Doris Zander | Película |
| 2014 | Big Eyes   | Chica        | Cameo    |
| 2015 | Sinister 2 | -            | Cameo    |

- Datos: Q21573105